# Wild Geese II
Wild Geese II (br: Caçado Pelos Cães de Guerra, pt: Gansos Selvagens II) é um filme australiano de 1985, do gênero ação e suspense, dirigido por Peter R. Hunt.

## Sinopse
Uma emissora de televisão americana, procurando um furo sensacional, contrata um mercenário para tentar tirar o último prisioneiro nazista da prisão de Spandau, em Berlim.

## Elenco
- Scott Glenn - John Haddad
- Barbara Carrera - Kathy Lukas
- Edward Fox - Alex Faulkner
- Laurence Olivier - Rudolf Hess
- Robert Webber - Robert McCann
- Kenneth Haigh - Colonel Reed-Henry
- Stratford Johns - Mustapha El Ali
- John Terry - Michael Lukas
- Robert Freitag - Karl Stroebling
- Ingrid Pitt - Hooker
- Patrick Stewart - Russian General
- Paul Antrim - RSM. Murphy
- Derek Thompson - Patrick Hourigan
- Michael N. Harbour - KGB Man
- David Lumsden - Joseph